# 利摩日CSP
利摩日篮球俱乐部（法語：Limoges Cercle Saint-Pierre），全称利摩日色格拉圣皮埃尔, 简称利摩日CSP，是一家位于法国利摩日的职业篮球俱乐部。